# 비누 아가씨
《비누 아가씨》(Soap Girl)는 미국에서 제작된 한국 출신 강영만 감독의 2002년 드라마, 멜로/로맨스 영화이다. 루치아노 세이버 등이 주연으로 출연하였고 데니스 제임스 리 등이 제작에 참여하였다.

## 출연

### 주연
- 루치아노 세이버

### 조연
- 지나 히라이즈미
- 니시야마 히로미
- 데니스 제임스 리
- 팀 콜세리
- 제스민 종  강
- 아이하라 카즈미